# Hyponephele capella
Hyponephele capella är en fjärilsart som beskrevs av Hugo Theodor Christoph 1877. Hyponephele capella ingår i släktet Hyponephele och familjen praktfjärilar. Inga underarter finns listade i Catalogue of Life.